# محمد حیدری (کارگردان)
محمد حیدری (زادهٔ ۱۳۴۹ در بجنورد) کارگردان ایرانی است. او دبیری دو دورهٔ جشنواره فیلم فجر را در سال‌های ۱۳۹۴ و ۱۳۹۵ بر عهده داشته‌است.
او مدتی ریاست مجموعه تئاتر شهر را بر عهده داشت و از اردیبهشت ۱۳۹۳ تا تیر ۱۳۹۸ مدیرعامل موزه سینمای ایران بود.